# Stoloon

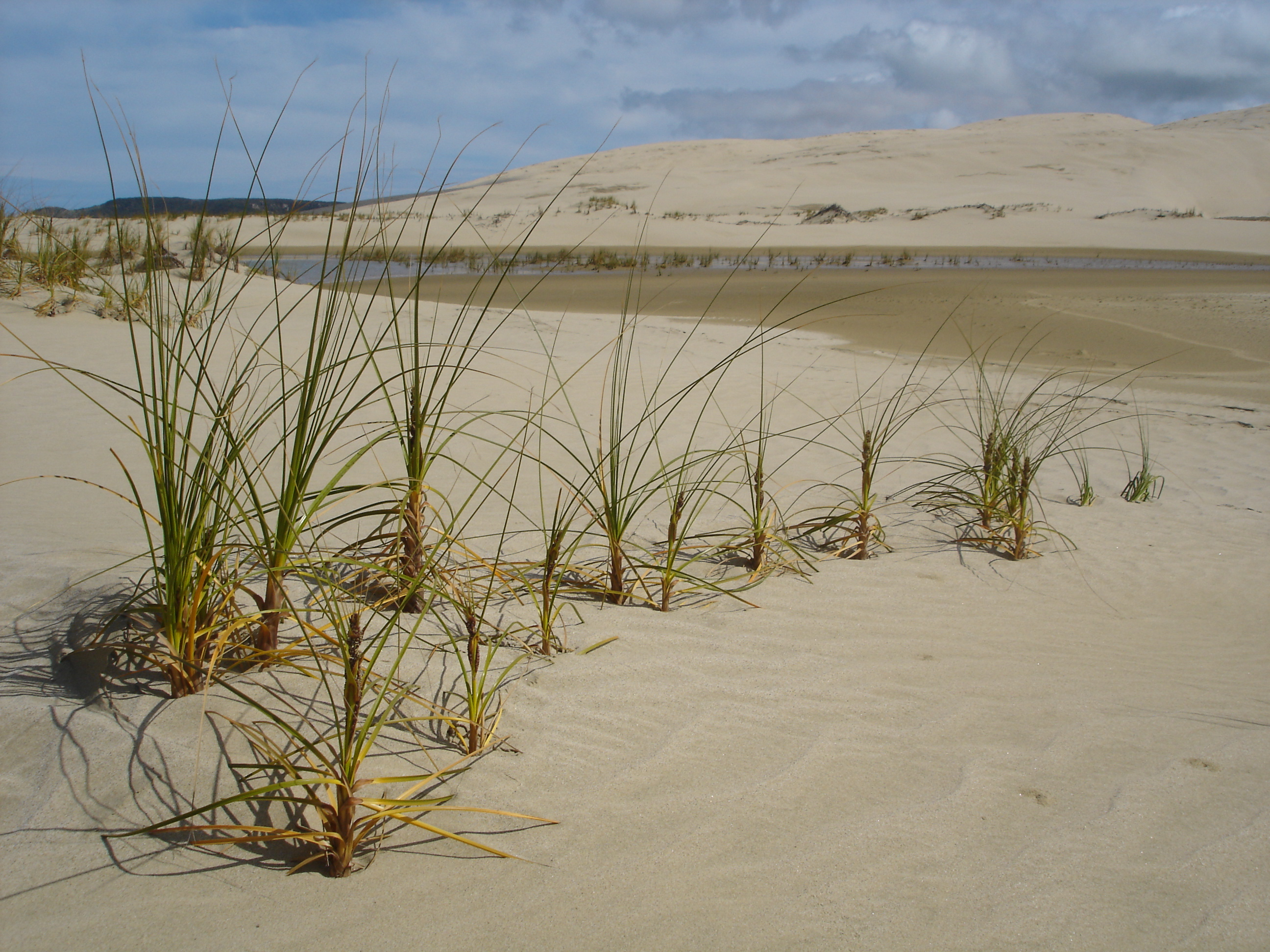
Cypergrassen, zoals deze soort uit Nieuw-Zeeland, vermenigvuldigen zich door uitlopers te vormen in het zand.

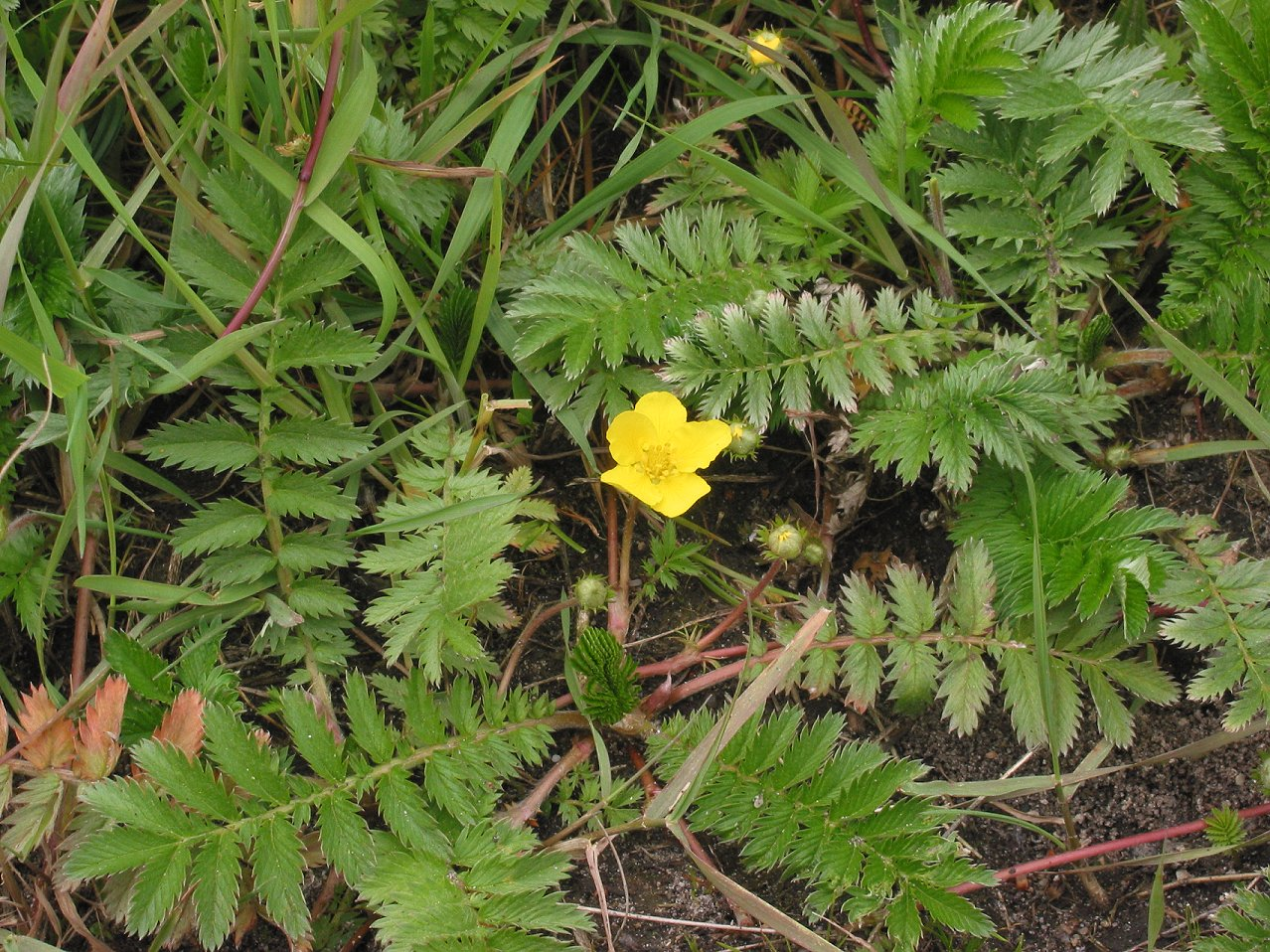
Zilverschoon (Argentina anserina) vormt rode stolonen.

Een stoloon (ook wel uitloper genoemd) is een horizontale, vaak bovengrondse verbinding tussen organismen. Bekende planten die zich vermenigvuldigen met behulp van een stoloon zijn ribessen en grassen. Kwekers kunnen uitlopers in de grond afbuigen om de voortplanting te bevorderen. Deze techniek wordt afleggen genoemd.
Stolonen kunnen ook onderdeel zijn van het organisme zelf; bij enkele diergroepen is een stoloon vaak onderdeel van het exoskelet. Dieren die stolonen vormen zijn onder meer mosdiertjes, hydroïdpoliepen en koralen.

## Planten
In de plantkunde verwijst de term stoloon naar een bovengronds kruipende stengel, vaak geheel gespecialiseerd in vegetatieve vermeerdering. De meeste stolonen dragen schubvormige bladen. Nieuwe plantjes ontstaan uit de knoppen die meestal op vaste intervallen uit het stoloon ontstaan. De term moet niet verward worden met rizoom (wortelstok), dit zijn wortelachtige stengels die ofwel horizontaal aan het bodemoppervlak of ondergronds kunnen groeien.

## Dieren
Mosdiertjes (Bryozoa) zijn kleine, kolonievormende dieren waarbij de afzonderlijke individuen soms door middel van stolonen met elkaar in verbinding staan. De kolonies kunnen zowel korstvormig zijn als sterk vertakt en meer in de hoogte groeiend.
Enkele neteldieren (Cnidaria) zijn ook in staat om een stoloon te vormen. Dit is bijvoorbeeld het geval bij rifkoralen, verschillende hydroïdpoliepen, en de parasitaire soort Polypodium hydriforme. Bij dit neteldier worden medusoïden ontwikkeld die onderling verbonden zijn door een stoloon.
Sommige wormachtige dieren, zoals bepaalde borstelwormen in het geslacht Myrianida, vormen kleine stolonen met eieren of zaadcellen die achter het hoofdlichaam volgen.